# Nevriye Yılmaz
Nevriye Yılmaz  (nacida el 16 de junio de 1980 en Plovdiv, Bulgaria) es una jugadora de baloncesto turca. Con 1.95 metros de estatura, juega en la posición de pívot.